# Op-die-Berg
Op-die-Berg è un centro abitato sudafricano situato nella municipalità distrettuale di Cape Winelands nella provincia del Capo Occidentale.

## Geografia fisica
Op-die-Berg sorge a nord della città di Ceres in una regione nota come Kouebokkeveld, popolarmente associata a frutteti di ciliegi e occasionali pesanti nevicate durante l'inverno australe.